# Marinarozelotes stubbsi
Marinarozelotes stubbsi es una especie de araña araneomorfa del género Marinarozelotes, familia Gnaphosidae. Fue descrita científicamente por Platnick & Murphy en 1984.
Se distribuye por Grecia, Chipre e Israel. El prosoma de esta especie es de color marrón claro, aunque puede variar a naranja o marrón rojizo.